# Bellulla
Bellulla es una urbanización del municipio de Canovellas (Barcelona) España. Actualmente cuenta con una población de 238 habitantes.

## Urbanismo
Predominan las viviendas unifamiliares de 1 a 3 plantas de altura, con jardín, así como algunas casas aparejadas. Aunque el barrio no cuenta con amplias zonas verdes, está envuelto por la naturaleza, con algunos puntos en forma masas forestales. Se encuentra aislado del resto de barrios de la localidad, y a diferencia de estos, no está bien comunicado con el centro.
Las calles de Bellulla están distribuidas de forma ortogonal, facilitando así la movilidad. Está situado en una de las zonas más elevadas de Canovellas, de modo que desde el punto de mayor altitud se pueden visualizar los núcleos de población más cercanos, incluyendo la gran conglomeración del Vallés Oriental de más de 90.000 habitantes, formada por Granollers, Canovellas, Las Franquesas del Vallés y el barrio de la Torreta, que pertenece al municipio de La Roca del Vallés.

## Edificios conocidos
Nuevo Tenis Belulla:  es un prestigioso club de deportes, muy conocido en la comarca, que se especializa sobre todo en el tenis. Tiene muchos años de antigüedad y es por este club que el barrio se llama Belulla (de Tenis Belulla).
cuenta con zonas verdes, piscina, restaurante, pistas de pádel, fútbol, tenis, etc; zonas de ocio e internet gratuito. En verano organiza eventos deportivos para niños.
La urbanización se llama bellulla por el antiguo monasterio de la virgen de bellulla, al otro lado de la c17.
La antigua Hípica: es un recinto -actualmente en desuso- que en su día fue usado cómo hípica.

## Edificios Públicos
IES Belulla
- Datos: Q8245939